# Silverio de Santa Teresa

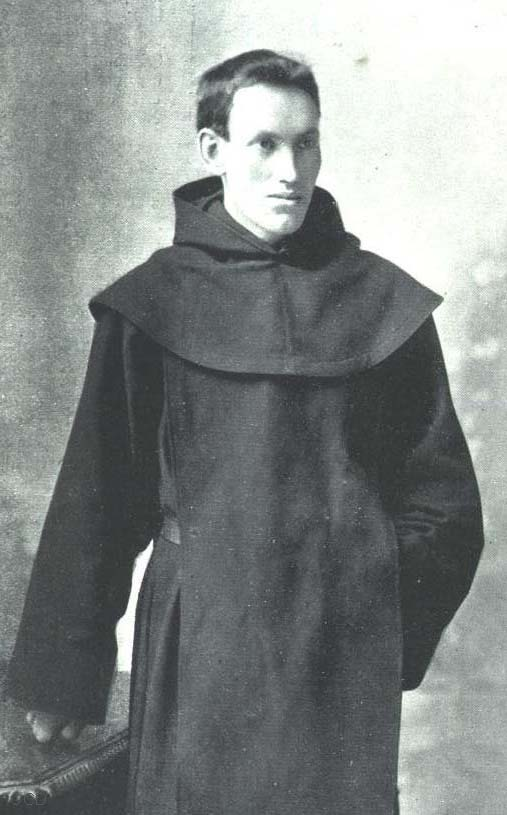
Silverio de Santa Teresa en su juventud

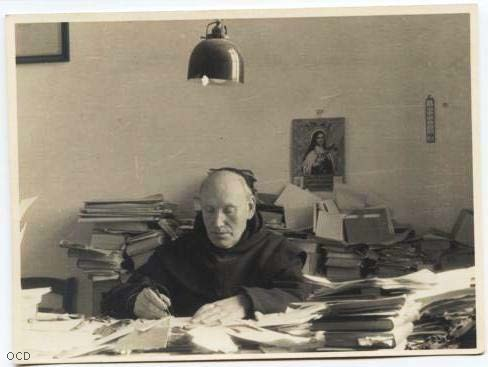
Silverio de Santa Teresa en su mesa de trabajo

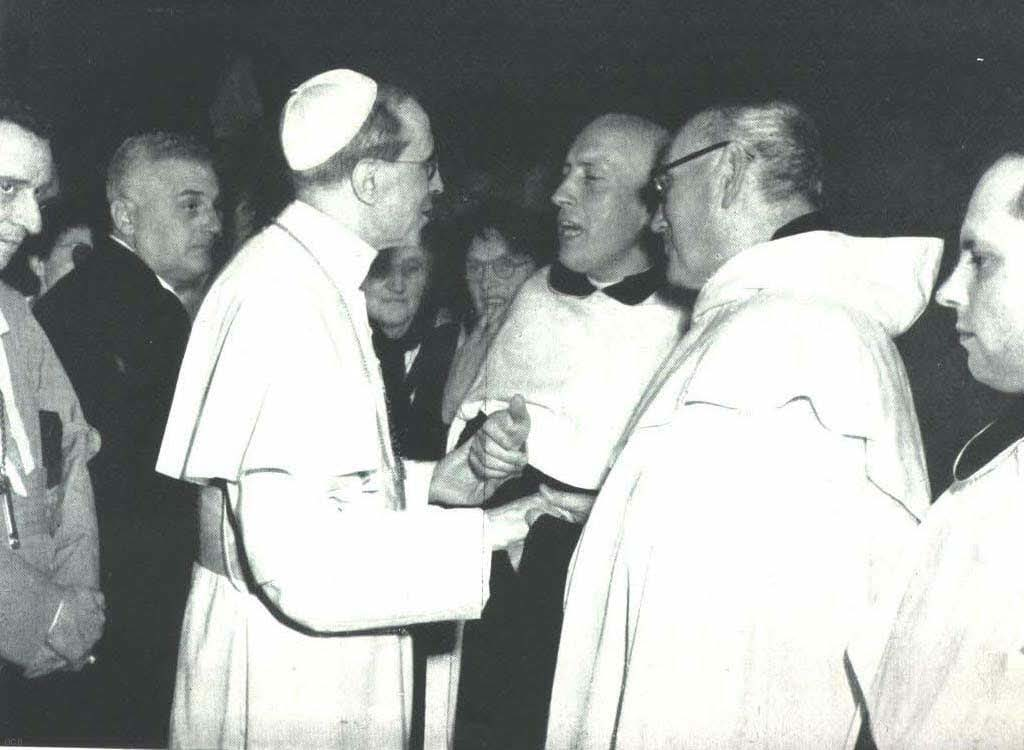
Silverio de Santa Teresa con el papa Pío XII

Silverio de Santa Teresa es el nombre religioso de Julián Gómez Fernández, carmelita descalzo nacido en Escóbados de Arriba (Burgos), el 8 de marzo de 1878 y fallecido en Mazatlán (México), el 11 de marzo de 1954. Fue historiador general, editor de las obras de los santos del Carmelo y Prepósito General de la Orden. Una de sus mayores contribuciones a los estudios carmelitanos fue la edición anotada de las obras de Teresa de Jesús y Juan de la Cruz.

## Biografía

### Primeros años y estudios
Julián Gómez Fernández, nacido en Escóbados de Arriba (Burgos), el 8 de marzo de 1878 y fallecido en Mazatlán (México), el 11 de marzo de 1954, perteneció a una familia agrícola que, de trece hijos, daría siete al Carmen descalzo. Julián, el mayor, a los 14 años, ingresó en el seminario de San Jerónimo de Burgos. Sin embargo, ya al año siguiente, había decidido pasarse a los carmelitas descalzos, aunque se vio prudente que concluyera el ciclo de tres años de filosofía antes de ingresar en el noviciado de Larrea, donde tomaría el hábito en julio de 1895, con el nombre de Silverio de Santa Teresa. Un año más tarde, realizó su profesión simple y al poco, se traslada a Marquina para continuar los estudios. En 1899, haría la profesión solemne. En el trienio siguiente, realizaría los estudios de Teología, para ser ordenado sacerdote en Burgos, el 27 de julio de 1902. Con todo, la ordenación no suponía el fin de su etapa estudiantil: le faltaban dos cursos de Teología. Pero ese año, la Curia General iniciaba un ensayo de Colegio Internacional en Roma y el P. Silverio fue uno de los alumnos seleccionados. En la ciudad eterna, acudían como oyentes a la Universidad Gregoriana (en aquellos tiempos, las constituciones de los carmelitas prohibían acceder a títulos de licenciatura y doctorado). Tras concluir cada curso, eran examinados ante un tribunal nombrado por la propia Casa General. Finalizada la experiencia romana, en 1904, aunque el P. General quería enviarlo como profesor de Teología al Colegio de Nápoles, fue requerido por su provincia navarra, y regresó a Burgos. Previamente, realizó un viaje de estudios que le permitiría visitar Venecia, Viena, Munich, Bruselas y Londres.

### Cargos y responsabilidades
En 1905 llega al Convento de Burgos, donde residirá durante 32 años (hasta el año 1937, en que regresaría a Roma como Definidor General), y en ese período desarrolla su faceta de escritor fecundo. Desde 1906, se ocupa de la dirección de la revista y editorial “Monte Carmelo” hasta mediados de 1913, año en el que fue nombrado Historiador General de la Orden. Este cargo le llevaría a recorrer archivos de los conventos de la Orden, en busca de documentos de gran valía, que fueron copiados o fotografiados. Entre ellos cabe destacar originales desconocidos como cartas de Santa Teresa o escrituras fundacionales. No fue esta, naturalmente, una tarea que él realizara solo, sino que contó siempre con valiosos ayudantes y colaboradores, entre los que cabe mencionar al P. Eliseo de San José. Muchos documentos se hubieran perdido definitivamente sin esta labor previa suya, ya que, durante la guerra civil española, cundió el expolio y la destrucción en los conventos. Pero no se limitó el P. Silverio a visitar los archivos carmelitanos, sino que frecuentó también archivos históricos diocesanos, provinciales o estatales, y sobre todo, el Archivo Histórico Nacional y la Sección de manuscritos de la Biblioteca Nacional Española, lugares donde se había recogido, en buena medida, el antiguo Archivo de la Orden que se hallaba en San Hermenegildo de Madrid. En cuanto a sus cargos dentro de la orden, además del ya mencionado de Historiador General (1913, revalidado en 1920), señalamos los siguientes: Definidor de la provincia de Navarra (1909), prior de Burgos (1918), Primer Definidor de la nueva Provincia Burgense (1927-1930), Provincial de Burgos (1933-1936), Definidor General (elegido en el Capítulo de Venecia de 1937). La prematura muerte en accidente automovilístico del P. general Pedro Tomás de la Virgen del Carmen (28 de agosto de 1946) lleva al P. Silverio —en ese momento, primer definidor— a tomar las riendas de la orden como vicario general, y convocar Capítulo en el que saldría él mismo elegido como prepósito general. Este cargo lo desempeñó desde el 25 de abril de 1947 hasta su fallecimiento, que se produjo durante una visita a las comunidades de la Orden en México, (Mazatlán, 10 de marzo de 1954). Tenía 76 años y dejaba atrás una vida de fecunda entrega al Carmelo. Fue constante su interés por sus hermanas, las carmelitas descalzas. La puesta en práctica de la Constitución Apostólica Sponsa Christi, de Pío XII (1950) —concretada por la instrucción Inter Praeclara— supuso para el P. Silverio no pocos quebraderos de cabeza, en un tiempo en el que determinados cambios que la Iglesia proponía a las contemplativas eran, a menudo, interpretados como una traición a la herencia teresiana. Se entiende más, si cabe, lo comprometido de su situación, si mencionamos la estrecha relación de amistad que unía al P. Silverio con la M. Maravillas de Jesús, aun desde antes de que ella ingresara en el Carmelo.
Dos rasgos sobresalientes de su generalato fueron la potenciación de los tradicionales desiertos carmelitanos, y la edificación del nuevo Colegio Internacional y actual sede del Teresianum en San Pancracio, que se inauguró ya tras su muerte, en el curso 1954-1955.

### Reconocimientos
Laureado con innumerables galardones y títulos, destacamos algunos de los que recibió: presidente de la Asociación de Archiveros de Burgos, miembro y Medalla de Oro de la Real Academia, miembro honorífico y diplomado de la Academia Colombiana de Historia, miembro de la Academia Hispano-Americana de Cádiz (1924) y del Consejo Superior de Investigaciones Científicas (1948), Cruz de Plata del Estado Vaticano (1950) y Cruz de Oro de Alfonso X el Sabio (1952).

## Obras

### Biblioteca Mística Carmelitana
Su intensa tarea investigadora cuajó en los XX tomos de la Biblioteca Mística Carmelitana (1515-1535), con los que realizó una labor editorial de gran solvencia que permitió depurar y fijar los textos teresianos y sanjuanistas. La Biblioteca Mística Carmelitana se comenzó a editar en 1515 (Burgos: “Tipografía El Monte Carmelo”). Los nueve primeros volúmenes, culminados en 1924, están dedicados a la edición de las obras de Teresa de Jesús.También bajo la dirección del P. Silverio, salieron a la luz otros once tomos en la misma colección, dedicados a San Juan de la Cruz (1929-1931), a los escritos de Jerónimo Gracián (1932-1933) y a los procesos de beatificación y canonización de la Santa (1934-1935). Los textos de la B.M.C. han servido de base para las posteriores ediciones de las Obras Completas de los santos carmelitas, así como para traducciones a diferentes lenguas.

#### Teresa de Jesús
1. Libro de la Vida (1915)
2. Relaciones espirituales (1915)
3. Camino de perfección (1916)
4. Moradas, conceptos, exclamaciones (1917)
5. Fundaciones (1919)
6. Constituciones, Modo de visitar conventos, Avisos, Desafío espiritual, Vejamen, pensamientos, Poesías (1919)
7. Epistolario I (1922)
8. Epistolario II (1923)
9. Epistolario III (1924)

##### Procesos de beatificación y canonización de Teresa de Jesús
- 18.Santa Teresa de Jesús. Procesos de Beatificación y Canonización. Vol. I (1935)
- 19.Santa Teresa de Jesús. Procesos de Beatificación y Canonización. Vol. II (1935)
- 20.Santa Teresa de Jesús. Procesos de Beatificación y Canonización. Vol. III (1935)

#### Juan de la Cruz
- 10. Preliminares (1929)
- 11. Subida y Noche Oscura (1929)
- 12. Cántico Espiritual (1930)
- 13. Llama de amor viva. Cautelas, avisos, cartas, poesía (1931)
- 14. Procesos de beatificación y canonización (1931)

#### Jerónimo Gracián
- 15. Dilucidario. Mística teología. Oración mental. Vida del alma. Modo de proceder en la oración (1932)
- 16. Lámpara encendida, Conceptos, Josefina, y otras obras (1933)
- 17. Propagación de la fe, Tratado de la redención de cautivos, Peregrinación de Anastasio, Otras Obras y Epistolario (1933)

### Edición Facsimilar
Cántico espiritual y poesías de San Juan de la Cruz según el códice de Sanlúcar de Barrameda; edición y notas del P. Silverio de Sta. Teresa, C.D (Burgos: Monte Carmelo, 1928). Edición Fototipográfica: Tomo I, Tomo II

### Historia del Carmen Descalzo en España, Portugal y América
Fruto de su labor como historiador de la Orden nos legó los 15 volúmenes de la su Historia del Carmen Descalzo en España, Portugal y América (1935-1952). Con palabras del propio P. Silverio, ofrecemos dos claves de interpretación de esta obra: «Mis intentos han sido escribir la historia de la Descalcez en España, Portugal y América, no como lo hicieron nuestros antiguos cronistas, sino más ceñida, y lo mejor informada posible, como hoy se exige al historiador» (Tomo I, p. XVII). Sin embargo, al concluir el último tomo, señalaba algo que, desde el punto de vista de la historiografía actual, es sumamente revelador: «Tengamos presente que la Historia de las Órdenes religiosas se escribe, en parte principal, para edificación y estímulo de sus hijos» (Tomo XV, p. 821).
1. Tomo I, Santa Teresa en el siglo y monja en la Encarnación (1515-1561)
2. Tomo II, Santa Teresa en San José de Ávila (1562-1567)
3. Tomo III, La reforma se extiende (1567-1576)
4. Tomo IV, La descalcez independiente. Últimas fundaciones. Muerte de la Santa (1577-1582)
5. Tomo V, San Juan de la Cruz (1542-1591)
6. Tomo VI, Fr. Jerónimo Gracián (1545-1614). Fr. Nicolás Doria  (1539-1594)
7. Tomo VII, Fundación de nuevos conventos (1588-1600)
8. Tomo VIII, La reforma en el extranjero biografías y fundaciones (1600-1618)
9. Tomo IX, Los estudios en la reforma. – Vidas de venerables. Nuevas fundaciones (1619-1650)
10. Tomo X, Cuestiones con las provincias de S. Felipe y S. José. Fundaciones y biografías (1643-1681)
11. Tomo XI, Los descalzos en el virreinato del Perú. Nuevas fundaciones y biografías ([1682]-1742)
12. Tomo XII, Asuntos interiores de las provincias de España. – La de San Felipe se erige en congregación aparte. – Modernización de las leyes. – Invasión Napoleónica (1742-1812)
13. Tomo XIII, Se suprime la Orden en España. Su restauración (1812-1926)
14. Tomo XIV, La descalcez teresiana en América (1879-1948)
15. Tomo XV, Restauración de la Orden en Portugal – La figura de liberación en España – Fundaciones y biografías (1927-1951)

### Otras obras
Aparte de todo lo ya reseñado, añadimos las siguientes:
- El Precepto del Amor (1913)
- Resumen histórico de la restauración de los Carmelitas Descalzos en España:1868-1918 (1918)
- Santa Teresa, modelo de feminismo cristiano (1931)
- Santa Teresa y sus relaciones de amistad (1933)
- Santa Teresa de Jesús, síntesis suprema de la Raza (1939)
- La Carmelita Perfecta, 3 vols. (1948)
- Etc.

## Archivo Silveriano
El Archivo Silveriano se constituyó el 1 de enero de 1955 (Paseo del Empecinado, 1, 09001 Burgos) y dedicado a la memoria del P. Silverio, cuenta con un rico contenido, disponible para los investigadores:
- Parte de documentación procedente del Archivo General de la Congregación Española de Carmelitas Descalzos sita en el Convento de San Hermenegildo de Madrid (1562-1835).
- El Archivo Conventual de Carmelitas Descalzos de Burgos (1608-1954): actas de fundación de las casas, escrituras notariales, juros y censos, patronatos o fundaciones de misas, profesiones, nombramientos de priores, difuntos… Aquí también se incluyen los sermones o autógrafos de obras que dejaban sus miembros al morir.
- Códices y documentación transmitidos por los últimos historiadores oficiales de la Congregación Española, relaciones sobre la francesada requeridas a Padres y Madres por el Definitorio General (mayo 1814) para los historiadores de la Orden.
- El material obtenido mediante compra o donación por el P. Silverio de Santa Teresa, último historiador oficial, para sus investigaciones y edición de obras de tema carmelitano, especialmente su “Biblioteca Mística” y su “Historia del Carmen Descalzo en España, Portugal y América”. Contiene: originales, copias y fotos de autógrafos teresianos (importante colección de cartas de Santa Teresa) y otros documentos antiguos, impresos con correcciones autógrafas, relaciones sobre la fundación y restauración de conventos, biografías antiguas de padres y monjas carmelitas, vicisitudes de la Guerra Civil de 1936-1939, etc.
- Documentación que ha ingresado posteriormente de los archivos de los Conventos de Burgo de Osma (1589-1986), del Seminario Diocesano de Valderas (León) y de procedencias varias (legados del P. Marcelo Ibáñez, de Monseñor Ángel María Pérez Cecilia, del P. Eliseo de San José, del cardenal Benlloch y Vivó, del P. Eufrasio del Niño Jesús, del P. Otilio del Niño Jesús, del P. Bruno de San José…)